# Piazza San Francesco (Siena)
Piazza San Francesco si trova a Siena, tra il Borgo d'Ovile e il dosso della Castellaccia.

## Storia e descrizione
La zona della piazza si trovava fuori dalle mura urbane quando vi si insediarono i Francescani nel Duecento.
Dominata oggi dalla grande basilica di San Francesco, vi si accedeva attraverso un arco su via dei Rossi, detto "arco di San Francesco" e decorato da statuette marmoree trecentesche, raffiguranti una Madonna col Bambino, San Francesco e Santa Chiara.
Nella piazza, lastricata in cotto, oltre alla basilica si trovano l'oratorio di San Bernardino, che fa oggi parte del Museo diocesano, e l'oratorio dei Santi Ludovico e Gherardo.
È sede della facoltà di Economia dell’Università degli studi di Siena.